# Ian Gaynair
Ian Gaynair (sinh ngày 26 tháng 2 năm 1986) là một hậu vệ bóng đá người Belize hiện tại thi đấu cho Belmopan Bandits.
Vào tháng 7 năm 2013 anh và đồng đội Woodrow West, được CONCACAF khen ngợi khi báo cáo một nỗ lực hối lộ họ trong trận đấu tại Cúp Vàng với Hoa Kỳ.
Bàn thắng của Gaynair vào lưới Hoa Kỳ là bàn thắng duy nhất của Belize trong giải đấu; cũng là bàn thắng quốc tế đầu tiên của anh.

## Bàn thắng quốc tế
| #   | Thời gian            | Địa điểm                                                  | Đối thủ | Tỉ số | Kết quả | Giải đấu                        |
| --- | -------------------- | --------------------------------------------------------- | ------- | ----- | ------- | ------------------------------- |
| 01. | 9 tháng 7 năm 2013   | Jeld-Wen Field, Portland, Hoa Kỳ                          | Hoa Kỳ  | 1–2   | 1–6     | Cúp Vàng CONCACAF 2013          |
| 02. | 17 tháng 11 năm 2019 | Sân vận động Kirani James Athletic, St. George's, Grenada | Grenada | 1–1   | 2–3     | CONCACAF Nations League 2019-20 |